# Julia Dorval
Pour les articles homonymes, voir Dorval (homonymie).
Julia Dorval est une comédienne et scénariste française, connue pour ses rôles dans Code barge et Scènes de ménages.
Elle est mariée à l’acteur Aliocha Itovich.

## Biographie
Après des études en sciences économiques poursuivies dans différents pays, Julia Dorval s'inscrit au Cours Florent. Elle se forme également auprès de coachs américains dont Robert Castle.
Julia Dorval parle couramment l'anglais, l'allemand, l'italien et l'espagnol.
En 2008, elle incarne Karine la caissière junior dans la sitcom Code barge aux côtés de Fabrice Blind et Pétronille Moss, sa première apparition télévisée, qui sera suivie de plusieurs téléfilms dont À vos caisses ! aux côtés de Léa Drucker ou Les pieds dans le plat de Simon Astier.
Depuis 2011, elle incarne Ludivine, la sœur de Fabien dans la sitcom Scènes de ménages. On a pu également la voir au cinéma dans les films 20 ans d'écart, La Vie domestique et Vendeur.

## Filmographie

### Télévision
- 2008 : Code barge : Karine
- 2010 : À vos caisses : Cheryl
- depuis 2011 : Scènes de ménages : Ludivine, la sœur de Fabien
- 2012 : Les Pieds dans le plat de Simon Astier : Rachel
- 2012 : Joséphine, ange gardien : hôtesse au Grand Hôtel (saison 13, épisode 3 : Suivez le guide)
- 2012 : Ma femme, ma fille, deux bébés
- 2013 : RIS police scientifique : jeune mariée (saison 8, épisode 2 : Londres/Paris)
- 2017 : Joséphine, ange gardien : Isabelle (saison 18, épisode 4 : Trois campeurs et un mariage)
- 2018 : Munch : Justine Loriot (saison 2, épisode 2 : Destins croisés)
- 2023 : Demain nous appartient : une "date" de Martin Constant (saison 2, épisode 1357)
- 2025 : Meurtres à Honfleur : Adriana

### Web-série
- 2022 : Cause toujours ! réalisée par Aliocha Itovich Chaîne YouTube[4]

### Cinéma

#### Longs métrages
- 2013 : La Vie domestique d'Isabelle Czajka : la démonstratrice maquillage
- 2013 : 20 ans d'écart de David Moreau : la jolie blonde
- 2016 : Vendeur de Sylvain Desclous : Marie-Laure
- 2021 : Les Tuche 4 d'Olivier Baroux : Karine

#### Courts métrages
- 2008 : Le Soleil des ternes d'Eric Bu : Laurence[5], Prix Short Film Corner, Festival de Cannes 2009

- 2010 : La Famille de sa mère d'Eric Bu : Laurence [6]

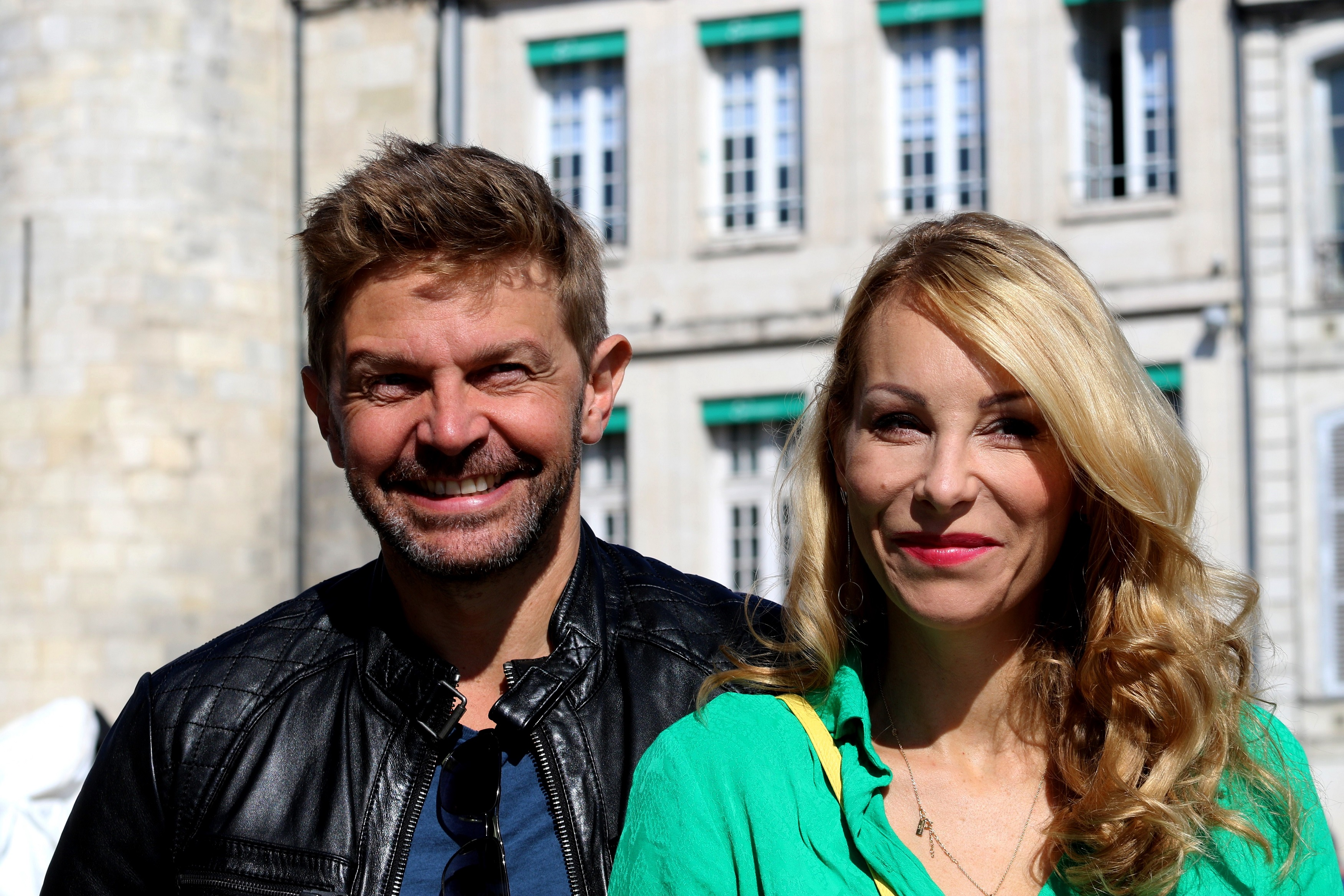
L'actrice Julia Dorval et son mari l'acteur Aliocha Itovich en septembre 2022

- 2010 : Nathan d'Éric Bu : Laurence[7]

- 2011 : La Salle d'attente d'Alexandre Mermaz

## Doublage
Source et légende : version française (VF) sur RS Doublage

### Cinéma

#### Films
- 2022 : Une bague pour deux (en) : une cliente (Marcia Haufrecht)
- 2022 : Bandit : Linda (Olivia d'Abo)

#### Film d'animation
- 2023 : Batman: The Doom That Came to Gotham : Martha Wayne

### Télévision

#### Téléfilms
- 2023 : My Husband the Narcissist : Sue Taylor (Lauren Palmer)
- 2023 : Un Noël magique à New York : Jaclyn Snyder (Anita Nittoly)

#### Séries télévisées
- 2022 : Chicago Police Department : Amanda Dunne (Laura Rook) (saison 10, épisode 8)
- 2022 : Élite : l'avocate d'Isadora (Arlette Torres) (saison 6, épisode 3)
- 2022 : La Vie selon Ella : Millicent (Sarah Cortez)
- 2022 : Machos alfa : Gala (Sonia Javaga) et Sandra (Ana Mayo)
- 2023 : The Consultant : Rosie (Sloane Avery)
- 2023 : La Reine Charlotte : Un chapitre Bridgerton : la princesse Elizabeth (Sabina Arthur)
- 2023 : Rain Dogs (en) : Zara (Kate Fleetwood) (saison 1, épisode 4)
- 2023 : Dreaming Whilst Black (en) : Vicky (Meghan Treadway)
- 2023 : Feedback (pl) : ? ( ? )
- 2023 : Love and Death : Jo Ann Garlington (Bonnie Gayle Sparks) (mini-série)

#### Série d'animation
- 2023 : Akuma-kun (en) : la mère d'Hina et Akuma-kun jeune

### Jeu vidéo
- 2023 : Diablo IV : voix additionnelles

## Théâtre
- 2007-2009 : Le Clan des divorcées d'Alil Vardar[9], Théâtre Le Palace, La Grande Comédie, Le Rive Gauche
- 2009 : La Mort en échec d'Olivier Maille[10], Théâtre Le Temple
- 2013 : Tapage en coulisses, mies en scène Didier Caron[11], Théâtre de la tête d'Or et tournée
- 2015 : Une mémoire d'éléphant dans un magasin de porcelaine, Alambic Comédie[12]
- 2016 : Abracadabrunch d'Alil Vardar. Théâtre La Grande Comédie
- 2017-2018-2019 : Le jardin d'Alphonse de Didier Caron, Théâtre Michel et tournée
- 2022 : Duos sur canapé, mise en scène Bernard Ménez, L'Alhambra[13] et tournée